# Бондарчук Федір Сергійович
Федір Сергійович Бондарчук (нар. 9 травня 1967, Москва, РРФСР) — радянський та російський актор, режисер кіно та телебачення, сценарист, кліпмейкер, телеведучий, ресторатор, путініст, українофоб, пропагандист, член вищої ради партії «Єдина Росія». Замісник ради директорів «Ленфільм». Син актора і режисера Сергія Бондарчука та акторки Ірини Скобцевої.
Занесений до переліку осіб, що створюють загрозу нацбезпеці України. Підписав колективне звернення «Заява діячів культури на підтримки політики Путіна до України та Криму». Фігурант бази «Миротворець».

## Сім'я
Народився 9 травня 1967 року в Москві.
Батько Сергій Бондарчук — актор та режисер, відомий за поставленим ним фільмом « Війна і мир», де зіграв роль П'єра Безухова.
Мати Скобцева Ірина Костянтинівна — акторка кіно.
Рідна сестра Олена Бондарчук — акторка.
Сестра по батькові Наталія — акторка і кінорежисер, відома за фільмом « Соляріс».
Дружина Світлана — телеведуча, головний редактор журналів «HELLO!» і « Icon».
Син Сергій 1992 народження. Дочка Варвара 2001 народження.

## Погляди
У фільмі 9 рота, режисером та одним із головних акторів якого виступив Федір Бондарчук, присутні елементи українофобії.
11 березня 2014 року підтримав російську агресію в Криму, підписавши колективне звернення до російської громадськості «Діячі культури Росії — на підтримку позиції Президента по Україні та Криму». В інтерв'ю російському пропагандистському каналу «Росія-24» під час Революції гідності Бондарчук заявляв, що в Україні відбувається «свавілля» та «кам'яна доба».

## Фільмографія

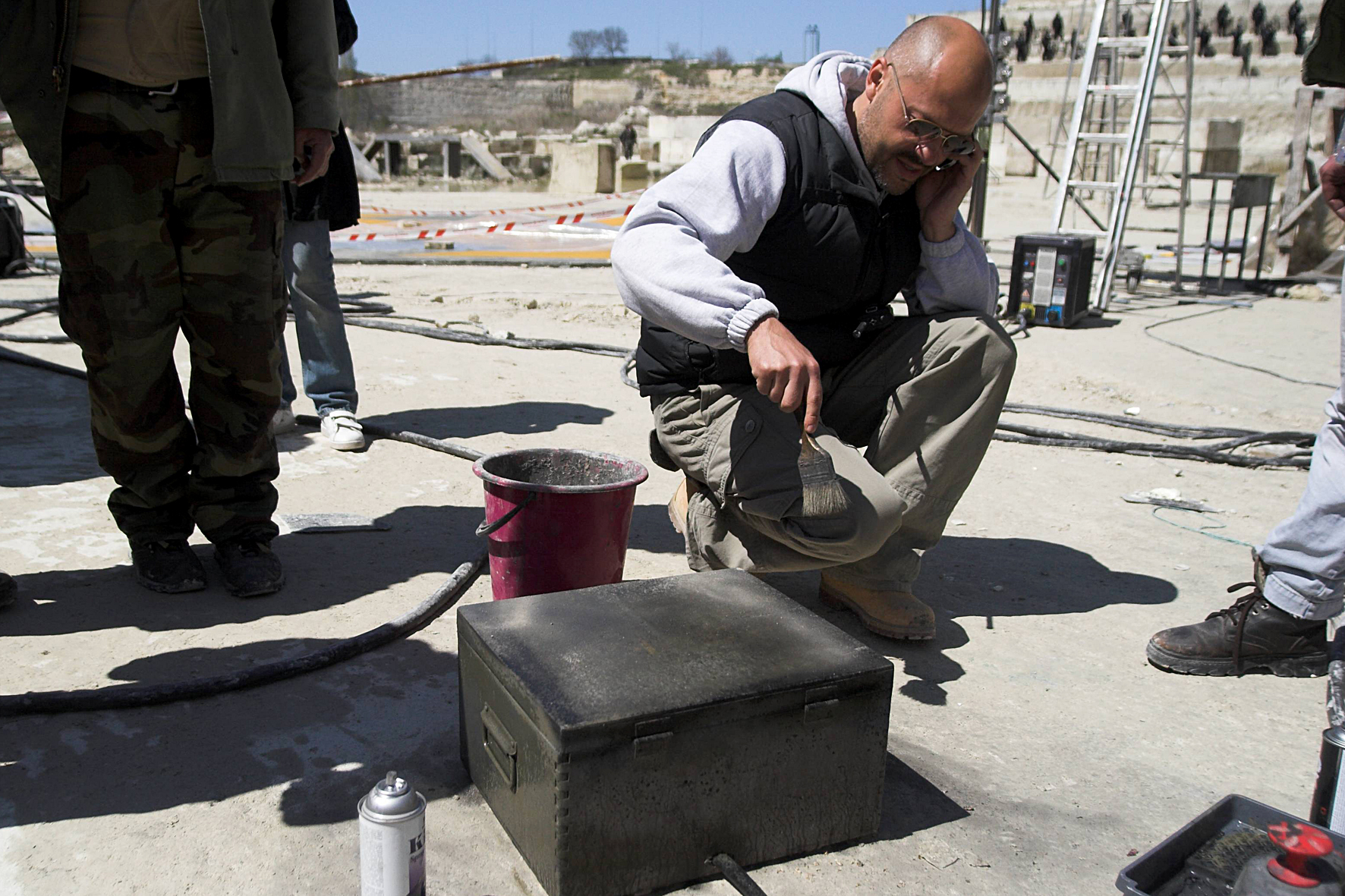
Федір Бондарчук на зйомках фільму «Залюднений острів»

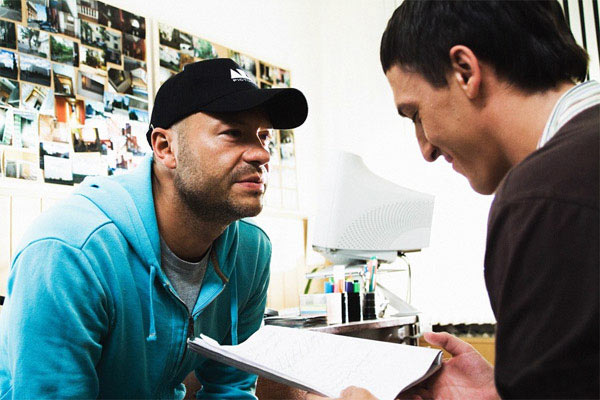
Федір Бондарчук і Артур Смольянінов на зйомках фільму «Жара»

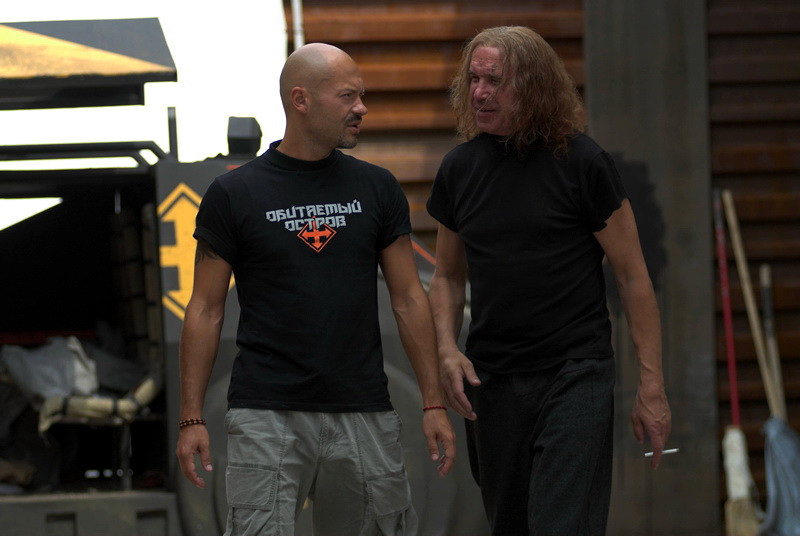
Федір Бондарчук і Сергій Гармаш, зйомки фільму «Залюднений острів»

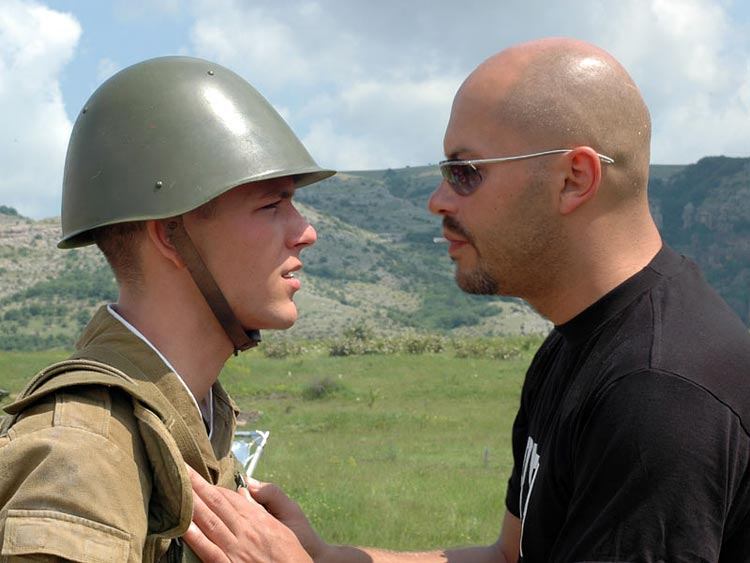
Федір Бондарчук і Костянтин Крюков, зйомки фільму «9 рота»

### Акторські роботи
1. 1986 — Борис Годунов -царевич Федір
2. 1988 — 86400 секунд роботи чергової частини міліції -наркоман
3. 1989 — Сталінград -Іван
4. 1989 — Сон в літній ранок -Федір
5. 1992 — Біси -Федько-каторжна
6. 1993 — Ангели смерті -снайпер Іван
7. 1997 — Криза середнього віку
8. 1999 — Вісім з половиною доларів
9. 2000 — Вітрина
10. 2001 — Даун Хаус -князь Мишкін
11. 2002 — У русі
12. 2004 — Свої -Поліцмейстер
13. 2005 — 9 рота -Хохол
14. 2005 — Від 180 і вище
15. 2005 — Статський радник -Бурчинський Петро Іванович
16. 2005 — Продається дача
17. 2005 — Чоловіча робота
18. 2005 — Дев'ять місяців
19. 2005 — Мама не горюй 2 -політтехнолог Лева
20. 2005 — Загибель імперії -генерал Денікін
21. 2006 — Три полуграціі
22. 2006 — ЖАRА -оператор
23. 2007 — 7 кабінок -наркодилер
24. 2007 — Я залишаюся -Інструктор
25. 2007 — Нульовий кілометр
26. 2007 — Глянець
27. 2007 — 18—14 — граф Толстой
28. 2007 — Артистка
29. 2007 — Лещата
30. 2007 — 1814
31. 2008 — Адміралъ — Сергій Бондарчук (псевдокамео)
32. 2009 — Дике щастя
33. 2009 — Населений острів -Розумник
34. 2009 — Найкращий фільм 2 (камео)
35. 2010 — Піраммміда
36. 2010 — Псевдонім для героя -Директор фірми
37. 2011 — 2 дні — Петро Дроздов
38. 2012 — Однокласники.ru: НаCLICKай вдачу
39. 2015 — Привид — Юрій Гордєєв

### Режисерські роботи
1. 1989 — Сон в літній ранок — короткометражний, дипломна робота
2. 2005 — 9 рота
3. 2008 — Населений острів
4. 2011 — Зимова королева
5. 2011 — Одноклассники.ру
6. 2012 — Форумка.ру
7. 2013 — Сталінград
8. 2017 — Тяжіння
9. 2020 — Вторгнення

### Продюсер
1. 2006 — Спека
2. 2010 — Фобос
3. 2011 — 2 дні
4. 2012 — Серпень. Восьмого

## Робота на ТБ
1. Кіно в деталях — канал СТС
2. Крісло — канал СТС
3. Ти, супермодель — канал СТС